# Wolf-Heinrich von Helldorff

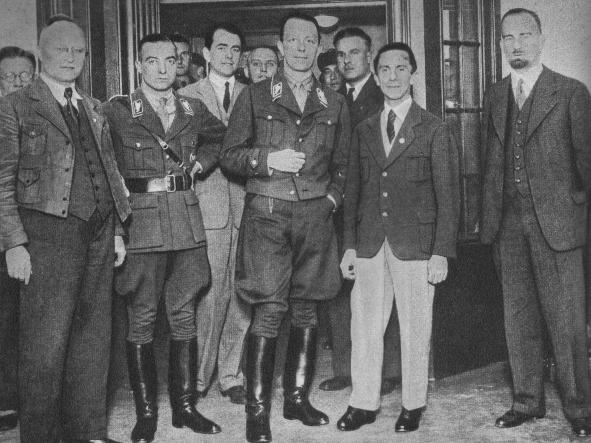
Wolf-Heinrich von Helldorff (i mitten) år 1933. På bilden ses även bland andra Karl Ernst, Albert Speer, Joseph Goebbels och Karl Hanke.

Wolf-Heinrich von Helldorff, född 14 oktober 1896 i Merseburg, död 15 augusti 1944 i Plötzenseefängelset, var en tysk greve och Obergruppenführer i SA. Han var chef för polisen i Berlin från 1935 till 1944. von Helldorf hade även honorärgraden Obergruppenführer i SS.
Wolf-Heinrich von Helldorff tillhörde efter första världskriget de antikommunistiska frikårerna och var under Kappkuppen ledare för en officersgrupp i kåren Rossbach. Han blev 1924 nationalsocialistisk ledamot av preussiska lantdagen, 1931 SA-ledare för Berlin och 1933 polispresident i Potsdam. I november 1933 blev han ledamot av tyska riksdagen. Han stod nära Ernst Röhm och blev efter likvideringen av denne och andra SA-ledare 1934 i hemlighet motståndare till Hitler. Han hade 1939 kontakter med antinazistiska konspiratörer, fortsatte att hålla kontakt med dessa kretsar men spelade själv ingen särskilt aktiv roll.
Efter 20 juli-attentatet mot Adolf Hitler 1944 framkom det att von Helldorfff hade haft samröre med kuppmakarna. Han ställdes därför inför Volksgerichtshof, dömdes till döden och avrättades genom hängning. Tillsammans med von Helldorff avrättades Hans Bernd von Haeften, Egbert Hayessen och Bernhard Klamroth.

## Utmärkelser
- Krigsförtjänstkorsets riddarkors med svärd: 1944
- Vita falkens husorden av andra klassen med svärd
- Järnkorset av första klassen
- Järnkorset av andra klassen
- Krigsförtjänstkorset av första klassen med svärd
- Krigsförtjänstkorset av andra klassen med svärd
- Ärekorset
- NSDAP:s partitecken i guld: 30 januari 1938
- NSDAP:s tjänsteutmärkelse i brons och silver

## Populärkultur
I filmen Valkyria från 2008 porträtteras Wolf-Heinrich von Helldorff av Waldemar Kobus.
I fjärde säsongen av TV-serien Babylon Berlin spelas Wolf-Heinrich von Helldorff av Nicolas Wolf.